# Ruth Halbsguth
Ruth Halbsguth   (Eckernförde, 9 de desembre de 1916 - Eckernförde, 12 d'octubre de 2003) va ser una nedadora alemanya que va competir durant la dècada de 1930.
El 1934 guanyà la medalla de plata en els 4×100 metres lliures del Campionat d'Europa de natació de Magdeburg. Dos anys més tard, als Jocs Olímpics de Berlín, guanyà la medalla de plata en la competició dels 4×100 metres lliures del programa de natació. Formà equip amb Leni Lohmar, Ingeborg Schmitz i Gisela Arendt.